# Westwallmuseum Irrel

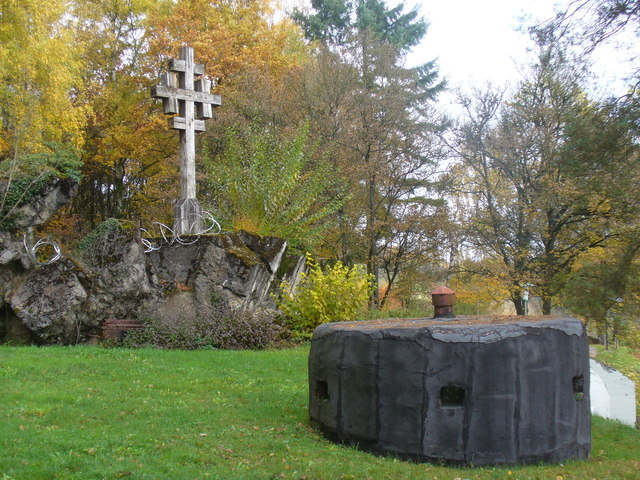
Westwallmuseum Irrel

Das Westwallmuseum Irrel  liegt nahe der deutsch-luxemburgischen Grenze in der Eifel. Es ist in einem  Bunker des ehemaligen Westwalls untergebracht, dem Panzerwerk Katzenkopf, das von 1937 bis 1939 erbaut wurde. Der Bunker mit dem Museum liegt auf dem Gebiet der Gemeinde Irrel und ist seit 1979 für Besichtigungen zugänglich. Zusammen mit anderen Panzerwerken wurde das  „Panzerwerk Katzenkopf“ errichtet, um die Hauptverbindungsstraße Köln–Luxemburg zu sichern. Es ist das nördlichst gelegene Panzerwerk des Westwalls.
Die Panzerwerke unterscheiden sich von anderen der rund 15.000 erstellten Befestigungsanlagen des Westwalls durch die Panzerkuppel sowie ihre Wandstärke von mindestens 1,0 m. 32 Exemplare solcher Anlagen wurden in Baustärke „B“ mit Außenwänden aus bis 2 m dickem Stahlbeton errichtet. Als weiteres dieser sogenannten „B-Werke“ wurde nach dem „Panzerwerk Katzenkopf“  ab 2006 auch das B-Werk Besseringen im Saarland für Besucher zugänglich gemacht worden.
Der oberirdische Teil des Panzerwerks war 1947 gesprengt worden und die Reste wurden damals zugeschüttet. Im Juli 1976 wurde mit der Freilegung des ehemaligen Bunkers begonnen, wobei die Hauptarbeit hierzu von der Freiwilligen Feuerwehr Irrel geleistet wurde. In drei begehbaren Geschossen ist seit 1979 das Westwallmuseum eingerichtet, das Bilder und Waffen aus der Zeit um den Zweiten Weltkrieg zeigt. Das Museum ist für Einzelbesichtigungen lediglich sonn- und feiertags (im Sommerhalbjahr) geöffnet.